# سندیکای کینگ فیچرز
سندیکای کینگ فیچرز (به انگلیسی: King Features Syndicate) یک شرکت چاپ است که توسط هرست کورپوریشن اداره می‌شود و تاکنون حدود ۱۵۰ داستان مصور، ستون‌های روزنامه، کارتون‌های سرمقاله‌ای، پازل و بازی را در حدود ۵۰۰۰ روزنامه در سراسر جهان پخش کرده‌است.

## تاریخچه
روزنامه ویلیام راندولف هرست در ۱۸۹۵ پس از دریافت درخواست‌هایی از سایر روزنامه آغاز شد. در سال ۱۹۱۴، هرست و مدیر او موزز کونیکسبرک تمام اتحادیهٔ خانواده هرست را یکپارچه کرده و سپس اسم کوینگ را برای این اتحادیه برگزیدند. (کلمه آلمانی König به معنی پادشاه است). وقتی او کینگ فیچرز / سیندیکیت را راه انداخت تولید شرکت به‌طور قابل توجهی در سال ۱۹۱۶ افزایش پیدا کرد. در سال ۱۹۴۱ کوینسبرگ شروع به نوشتن شرح حالی از تاریخ کمپانی به نام اخبار شاه کرد.

## کتاب‌های کمیک و انیمیشن‌ها
بسیاری از انیمیشن‌های کینک فیچرز از روی کمیک‌های این شرکت ساخته شده‌است؛ مانند: پاپای یا بتی بوپ.

## شخصیت‌های کینگ فیچرز
- Abie the Agent
- The Amazing Spider-Man
- Apartment 3-G
- Arctic Circle
- Baby Blues
- Barney Google and Snuffy Smith
- Beetle Bailey
- Better Half, The
- بتی بوپ
- Betty Boop and Felix
- Between Friends
- Big Ben Bolt
- Bizarro
- Bleeker: The Rechargeable Dog
- Blondie
- Boner's Ark
- Brick Bradford
- Brilliant Mind of Edison Lee, The
- Bringing Up Father
- Buckles
- Buz Sawyer
- Crankshaft
- Crock
- Curtis
- Deflocked
- Dennis the Menace
- دانلد داک
- Dustin
- Edge City
- Family Circus
- Felix the Cat
- Flapper Filosofy
- Flash Gordon
- Franklin Fibbs
- Funky Winkerbean
- Gil
- Glamor Girls
- Grin and Bear It (ended May 2015[۱])
- هاگار هولناک
- Happy Hooligan
- Hazel
- Henry
- Hi and Lois
- Hocus-Focus
- Hubert[۲]
- Intelligent Life (comic strip)
- Johnny Hazard
- Jose Carioca
- Judge Parker
- Jungle Jim
- Junior Whirl
- Katzenjammer Kids
- Kevin and Kell
- King of the Royal Mounted
- Krazy Kat
- Laff-a-Day
- Little Annie Rooney
- Little Audrey
- Little Iodine
- Little King, The
- Lockhorns, The
- Mallard Fillmore
- Mandrake the Magician
- Mark Trail
- Marvin
- Mary Worth
- میکی‌ماوس
- Moose & Molly
- Mother Goose & Grimm
- Mutts
- My Cage
- Norb
- Norm, The
- Oh, Brother!
- Ollie and Quentin (reruns began January 9, 2012)
- On the Fastrack
- Ozark Ike
- Pajama Diaries, The
- Pardon My Planet
- Pete the Tramp
- Phantom, The
- Piranha Club
- ملوان زبل
- Prince Valiant
- Radio Patrol
- Red Barry
- Redeye
- Retail
- Rex Morgan, M.D.
- Rhymes with Orange
- Rip Kirby
- Ripley's Believe It or Not!
- Rusty Riley
- Safe Havens
- Sally Forth
- Sam and Silo
- Sherman's Lagoon
- Six Chix
- Slylock Fox and Comics for Kids
- Steve Roper and Mike Nomad
- Take it from the Tinkersons
- Teena
- They'll Do It Every Time
- Tiger
- Tina's Groove
- Todd the Dinosaur
- Triple Take
- Trudy
- Tundra
- Tumbleweeds
- Zippy the Pinhead
- Zits[۳]